# 로거 슈미트
로거 슈미트(독일어: Roger Schmidt, 독일어 발음: [ˈʁoːɡɐ ˈʃmɪt], 1967년 3월 13일~)는 독일의 축구 선수, 지도자이다. 선수 시절 포지션은 미드필더였으며 1986년부터 2005년까지 독일의 아마추어 구단들과 SC 파더보른 07에서 활동했다. 대한민국에서는 이름 'Roger'를 영어식으로 읽은 로저 슈미트로도 알려져 있다.
2004년 델브뤼커 SC의 선수 겸 감독을 맡으며 축구 지도자 경력을 시작했고 2011년 7월 1일 2. 분데스리가의 SC 파더보른 07 감독으로 임명되며 프로 축구단 지도자 경력을 시작했다. 2012년 FC 레드불 잘츠부르크 감독이 되었고 2013-14 시즌 오스트리아 분데스리가와 ÖFB-컵 우승을 달성했다. 2014년 바이어 04 레버쿠젠 감독에 부임했고 손흥민을 1시즌 동안 지도했으며 2017년 베이징 궈안의 감독을 맡아 2018년 중국 FA컵 우승을 달성했다. 
슈미트는 2020년 PSV 에인트호번의 감독으로 임명되었고 2021-22 KNVB 베커르 우승을 달성했다. 2022년 PSV를 떠나 SL 벤피카의 감독이 되었고 프리메이라리가 2022-23시즌 우승을 달성하며 프리메이라리가 우승을 달성한 첫 번째 독일인 감독이 되었다.

## 생애
그는 키어스페 SC, SC 파더보른, SV 립스타드 등의 클럽을 거치며 선수생활을 했으며, 포지션은 미드필더였다. 최종적으로 델부르커 SC에서 선수 생활을 마감했다.
이후, 2004년 7월부터 자신이 은퇴했던 델부르커 SC에서 감독직을 맡았다. 이 클럽을 2007년 6월까지 지휘를 했는데 첫 감독직임에도 불구, 99전 40승 25무 34패라는 나쁘지 않은 성적표를 받았다.
슈미트는 그 해 7월, 프로이센 뮌스터 지휘봉을 쥐게 되었으며 2010년까지 93전 44승 28무 21패의 성적을 거두었다. 계속해서 좋은 성적을 내던 슈미트는 또 다시 뮌스터를 떠나 2011년, SC 파더보른의 감독을 맡았다. 여기선 36전 18승 10무 9패를 기록하며 감독으로서 더욱 발전된 모습을 보였다.
이 다음 행선지가 바로 로거 슈미트 감독이 본격적으로 유명세를 타게 만든 레드불 잘츠부르크였다. 2012년 7월부터 2014년 5월까지 무려 57전 36승 15무 6패라는 화려한 성적을 기록해 오스트리아 분데스리가에서 돌풍을 일으켰다.
2014년 4월, 독일 푸스볼 분데스리가의 레버쿠젠의 감독을 맡게 되었다. 2017년 3월, 독일 푸스볼 분데스리가의 레버쿠젠에서 경질당했다.

## 수상 내역

#### 잘츠부르크
- 분데스리가 : 2013-14
- 오스트리안 컵 : 2013-14

#### 베이징 궈안
- FA컵 : 2018

#### PSV
- KNVB컵 : 2021-22
- 요한 크라위프 스할 : 2021

#### 벤피카
- 프리메이라리가 : 2022-23
- 수페르타사 칸디두 데 올리베이라 : 2023